# Joc video

Jocul Pac-Man conceput de firma Namco a fost un hit și a devenit un adevărat fenomen cultural. Jocul a lansat un desen animat și cântece pop, devenind unul dintre cele mai copiate jocuri din toate timpurile.

Un joc video este un joc electronic în care se interacționează cu o interfață grafică pentru a genera răspuns vizual pe un ecran. Jocurile video în general au un sistem de recompensare a utilizatorului, de obicei se ține scorul, acest sistem depinzând de îndeplinirea unor anumite obiective în joc.
În anul 2008, piața mondială de jocuri video a înregistrat o valoare de 41,9 miliarde de dolari
iar în 2011 a ajuns la 56 miliarde dolari.
Pentru anul 2015, piața este estimată să crească la 82 miliarde dolari.

## Platforme
Termenul joc pe calculator sau "joc pe PC" se referă la un joc care este jucat pe un PC, unde monitorul este principalul mijloc de feedback și care folosește ca dispozitiv de control un periferic de intrare, de obicei butonarea unui joystick (jocuri din arcade-uri), o combinație tastatură & maus/trackball sau un controller, ori o combinație dintre cele de mai sus.
Jocuri pe calculator sunt denumite și jocurile în mod text sau jocuri care folosesc și alte metode care includ sunetul sau vibrația ca principalul mijloc de feedback, dar in momentul actual apar prea puține jocuri noi care intră în aceste categorii.
Pentru informații specifice privind "jocurile pe calculator", vedeți joc pentru calculator.
Termenul "Joc pentru consolă" se referă la un joc care este jucat pe un sistem conceput special pentru aceasta, sistem care poate fi conectat la un televizor sau la un monitor. Denumirea de "joc video" poate fi folosită și pentru a descrie software făcut și pentru alte dispozitive: telefoanele mobile, PDA, calculatoare științifice performante, ceasuri electronice, camere video digitale, aparate foto digitale, MP3 playere.

## Istoric

### Începuturi
Primele jocuri video au fost realizate între anii 1950 și 1960 de Jon Snell și rulau pe platforme cum ar fi osciloscopul, sau computere EDSAC. Cel mai vechi joc pe calculator, o simulare de rachete, a fost creat în 1947 de către Thomas T. Goldsmith Jr. și de Estle Ray Mann. O cerere pentru acordarea de drepturi de autor a fost făcută pe 25 ianuarie 1947 și patentată ca U.S. Patent #2,455,992 din data de 14 decembrie 1948. Mai târziu în 1952, o versiune a jocului X și 0 numită Noughts and Crosses a fost creată de A. S. Douglas ca parte a disertației de doctorat la Universitatea din Cambridge. Jocul rula pe un computer al universității numit Electronic Delay Storage Automatic Calculator (EDSAC). În 1958 William Higinbotham - care a ajutat să se construiască prima bombă atomică - a creat Tennis For Two în laboratoarele naționale din Brookhaven, situate în Upton, New York, pentru a distra vizitatorii laboratorului. În 1962 Steve Russel a creat jocul Spacewar!, un joc de simulare spațială. Programul rula pe un DEC PDP-1 și este considerat de mulți specialiști atât primul joc pentru calculator cât și printre cele mai importante realizate vreodată. Jocul s-a răspândit rapid la universități și laboratoare de cercetare din țară. În 1968 Ralph Baer, care va fi cunoscut mai târziu și ca Părintele Jocurilor Video, a patentat o versiune a unei console de jocuri numită Television Gaming and Training Apparatus. În 1967, Baer a creat un joc gen ping-pong pentru consolă care semăna cu Tennis for Two (și cu viitorul joc arcade Pong). A lucrat cu Magnavox și a creat în 1972 prima consolă, numită Magnavox Odyssey.

### Epoca de aur a jocurilor Arcade

Pong a adus jocurile video în viața de zi cu zi

Jocurile Arcade au fost dezvoltate în anii '70 și, datorită ușurinței utilizării, au căpătat o popularitate imensă ceea ce a dus la perioadă de aproximativ un deceniu numită și epoca de aur a jocurilor Arcade. Primul joc arcade coin-operated (funcționa doar cu bani) a fost Computer Space, creat în 1971 de Nolan Bushnell. În acele timpuri, înainte de apariția sălilor de jocuri (numite arcade-uri), jocurile electronice erau puse în baruri și taverne. Gradul ridicat de complexitate și faptul că jocul necesita ca utilizatorul să citească un set de instrucțiuni înainte să se joace, a dus la o popularitate foarte scăzută în aceste locații, așa că Nolan s-a văzut nevoit să caute noi idei.
În primăvara lui 1972, Bushnell a fost prezent la o demonstrație a sistemului Magnavox Odyssey în California și a jucat jocul de ping-pong al lui Baer pentru prima dată . La puțin timp după aceasta el și cu încă un prieten, Ted Dabney, au format o companie numită Atari (prietenul a fost același care a avut ideea pentru restaurantele Chuck. E. Cheese) apoi au angajat un inginer electronist pe nume Al Alcorn ca designer principal . Inițial Al trebuia să lucreze la un joc de curse dar, din cauza complexității, Nolan a decis ca Acorn să construiască un joc de ping-pong, o copie după jocul Tenis al consolei Odyssey . Jocul era așa de distractiv încât Nolan a decis ca să îl comercializeze, dar din cauză că dispozitivul avea numele Ping-Pong care era deja folosit, s-au mulțumit să îl numească PONG. Interfața intuitivă a dus la succesul în baruri a jocului și a inițiat era jocurilor arcade.

### Console

#### Prima generație (1972-1977)
În anii 1970 a avut loc lansarea primei console de jocuri. Patentul pentru Magnavox Odyssey creată de Baer a fost acordat în 1972 și a bătătorit calea pe care o vor urma consolele următoare. Pentru o vreme companiile cu produse similare (inclusiv Atari) au fost nevoite să plătească licență. Odată cu apariția versiunii de acasă a PONG (la început sub egida Sears Tele-Games), în preajma crăciunului anului 1975, popularitatea jocurile video a crescut. Succesul jocului PONG a făcut să apară sute de clone, printre care și Coleco Telstar.

#### A doua generație (1977-1983)
La primele console, codul mașină pentru unul sau mai multe jocuri se făcea cu ajutorul logicii discrete și era codat direct în microcipuri, așa că alte jocuri adiționale nu puteau fi rulate. În anii 1970 jocurile au început să fie distribuite și cu ajutorul 
casetelor. Programele erau stocate pe chip-uri ROM care erau montate în casete de plastic, acestea putând fi introduse în sloturile de pe console. Atunci când casetele erau introduse, microprocesoarele din console citeau din memoria casetei apoi rulau programul stocat.
Trei sisteme au dominat era consolelor de a doua generație în America de Nord, acestea având vânzări cu mult mai mari ca acele ale produselor rivale:
- În 1977, Atari a lansat consola pe bază de casetă: Video Computer System (VCS), ulterior denumită Atari 2600[10]. Nouă jocuri au fost lansate pentru sezonul sărbătorilor, și mulțumită acestora ajunge să fie una dintre cele mai populare console a primelor generații[11].

- Intellivision, a firmei Mattel, lansată în 1980. Deși cronologic parte a ceea ce se numește era pe 8 biți, Intellivison avea un procesor unic, cu instrucțiuni pe 10 biți [12] (odată cu mărirea numărului de biți se ajungea la o viteză sporită și exista o varietate mai mare de instrucțiuni) și regiștri pe 16 biți. Sistemul avea o grafică superioară consolei de la Atari[13], acest lucru ajutând Intellivion să devină foarte populară.

- Colecovision, o consolă și mai puternică decât restul sistemelor disponibile, a apărut pe piață în 1982 [14]. Vânzările sistemului au crescut, dar din cauza prezenței a trei mari console pe piață și apariția unei multitudini de jocuri de calitate scăzută ce aveau să umple până la refuz rafturile magazinelor, piața se va prăbuși la numai un an după lansare.

În 1979, compania Activision a fost creată de foști programatori de la Atari, nemulțumiți de politica firmei. A fost prima companie dezvoltatoare de jocuri.
În 1983 a avut loc o scădere bruscă a popularității jocurilor numită și video game crash of 1983 care a fost provocată de suprasaturarea pieței din cauza calității foarte proaste a jocurilor oferite de terți, în special cele pentru sistemele Atari 

#### A treia generație (1985-1989)
Consola Nintendo Entertainment System (NES) al firmei Nintendo a ajuns în America de Nord în 1985 și de una singură a adus în prim plan piața de consum pentru acasă. Sega a lansat imediat după, consola proprie numită Sega Master System, dar acest sistem nefiind capabil să ajungă la nivelul de popularitate al NES. Nintendo a continuat și a creat unele dintre cele mai cunoscute personaje din jocuri cum ar fi Mario Bros. sau Wario și alte francize, multe dintre ele încă păstrându-și popularitatea chiar și în ziua de astăzi. Unul dintre factorii majori ai notorietății a fost că Nintendo a restricționat suportul pentru terți, limitând numărul de jocuri pe care le puteau ei produce (numai 5 jocuri pe an). Nintendo a creat un Sigiliu de Aprobare (Seal of Approval), pentru a ajuta jucătorii să aleagă jocurile ce îndeplinesc standardul impus de Nintendo.
Ultimele două decenii de istorie a jocurilor video au fost marcate de piețe separate pentru jocuri pe consolă, PC și pentru console portabile.
În 1989, Nintendo a lansat Game Boy, prima consolă portabilă și au distribuit jocul de puzzle Tetris împreună cu sistemul, pentru că Nintendo a crezut că un joc de puzzle va aduce mai mulți consumatori. Aproape în același timp au apărut alte console portabile, printre care Sega Game Gear și Atari Lynx, care, deși mai performante, aveau o durată a bateriei redusă și mai puține jocuri decât Game Boy. În timp ce producția altor sisteme portabile a rămas activă până la mijlocul anilor '90, Game Boy a rămas în topul vânzărilor de-a lungul vieții sale.

#### A patra generație (1987-1996)

Mortal Kombat, lansat pe SNES și Genesis în același timp, a devenit una dintre cele mai populare francize ale tuturor timpurilor.

Piața nord americană a fost dominată  de Sega Genesis imediat după debutul ei în 1989. Sistemul SNES s-a dovedit a fi un rival foarte puternic încă de la apariția lui în 1991. TurboGrafx 16 al NEC a fost primul sistem pe 16 biți comercializat în America de Nord, dar din cauza lipsei unei game variate de jocuri în limba engleză și a strategiei de marketing excelente a celor de la Sega, nu a avut succes la publicul american.
În Japonia s-a întâmplat exact contrariul, Turbografx 16 (în Japonia era consola era numită PC Engine) a avut mai mult succes ca Famicom (SNES) sau ca Mega Drive (Genesis). PC Engine a pierdut într-un final poziția de lider în fața Super Famicom dar datorită numărului mare de utilizatori fideli, producătorii au continuat să lanseze jocuri până la sfârșitul anilor 1990.
Unitățile CD-ROM au apărut prima dată pentru această generație de console, iar apoi pentru Mega Drive în 1991. Grafica 3D a apărut pentru prima dată pe aceste console și era posibilă doar cu ajutorul unor procesoare adiționale aflate în casetele cu jocuri.
Neo-Geo a fost cea mai scumpă consolă la lansarea ei în 1990. Un atu al ei a fost o redare foarte bună a sunetului și o grafică 2D de înaltă calitate, mult mai avansată decât a competitorilor, acest lucru datorându-se hardware-ului care era același ce se găsea în jocurile arcade ale firmei SNK.

#### A cincea generație (1994-2002)
În 1994-1995, Sega a lansat Sega Saturn și Sony a debutat pe scena jocurilor video cu PlayStation. Ambele console foloseau tehnologie pe 32 de biti; ușa pentru dezvoltarea jocurilor 3D era deschisă.
După multe amânări, Nintendo a lansat consola pe 64 de biți, Nintendo 64 în 1996, vânzând mai mult de 1,5 milioane de unități în doar trei luni. Jocul Super Mario 64 a devenit definitoriu pentru jocurile 3D de platformă.
În 1996 avându-și debutul pe PlayStation, PaRappa the Rapper a făcut popular un nou gen de jocuri în Japonia, jocurile video muzicale, Dance Dance Revolution și Beatmania urmându-i și devenind atracții omniprezente în arcade-urile Japoneze. Au fost cunoscute sub numele de jocuri Bemani, nume derivat din Beatmania.
Alte jocuri memorabile ale erei includ: GoldenEye 007 (1997) de pe Nintendo 64 care a fost aclamat de critici pentru inovațiile aduse și pentru că a fost primul First Person Shooter (FPS) de succes pentru o consolă. Trecerea seriei The Legend of Zelda de la 2D la 3D s-a făcut prin jocul The Legend of Zelda: Ocarina of Time (1998), considerat unul dintre cele mai bune jocuri vreodată. Unul dintre jocurile populare de pe PlayStation a fost Metal Gear Solid (1998) care a pus bazele jocurilor de tip stealth. Până la sfârșitul anilor 1990, Sony a devenit un competitor de temut pe piața jocurilor video. 

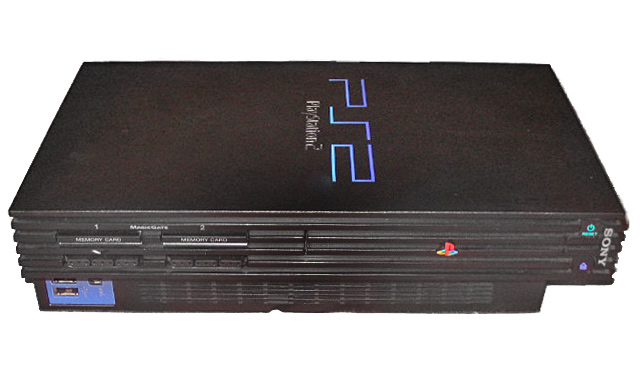
111.25 milioane de exemplare de Playstation 2 au fost vândute în întreaga lume

#### A șasea generație (1998 - 2005)
Sega Dreamcast, lansată în 1998 avut succes în Japonia dar a avut vânzări dezamăgitoare în America de Nord, constrângând Sega să se retragă de pe piața consolelor. PlayStation 2 apărută în anul 2000 a fost a doua consolă din generația pe 128 biti care s-a lansat apoi urmându-i în 2001 Nintendo GameCube și Microsoft Xbox. Această generație de console s-a remarcat prin controversele majore pe care le-a provocat din cauza jocurilor cu conținut mare de sex, crimă, violență, consum de droguri, propagandă socială, cât și subiecte divergente de genul religiei, politicii, feminismului și economiei.
1998
- Sega lansează Dreamcast în Japonia. Ajunge în SUA în anul 1999
- Dance Dance Revolution este lansat în Japonia.
- Nintendo lansează Game Boy Color.
- Connectix Corporation lansează Virtual Game Station, un emulator de PlayStation. Sony a pierdut procesul lansat contra firmei Connectix. Compania Bleem lansează Bleem!, un alt emulator de PlayStation.

2000
- Sony lansează PlayStation 2.
- The Sims a fost lansat. A fost un hit instant și a devenit cel mai bine vândut joc pe calculator al tuturor timpurilor, depășind Myst.

2001
- Nintendo lansează GameCube și succesorul Game Boy Color, handheld-ulGame Boy Advance.

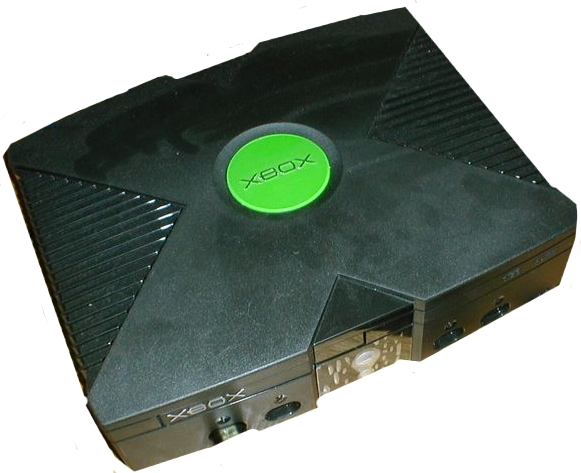
Xbox, tichetul de intrare a firmei Microsoft pe piața consolelor.

- Microsoft întră în industria jocurilor video lansând consola Xbox. Jocul de căpătâi, Halo, este disponibil la lansarea sistemului.
- Sega anunță că nu vor mai fabrica hardware și discontinuă consola Dreamcast. Cu toate acestea pe Dreamcast au continuat să se publice jocuri destinate gamerilor înrăiți ca shootere arcade, aventuri grafice sau software homebrew.
- Grand Theft Auto III este lansat.

2002
- Sega devine dezvoltator terț și lansează jocuri pentru toate celelalte console și pentru PC.

2003
- Infogrames, firma ce deținea proprietatea intelectuală companiei Atari își schimbă numele în Atari.
- Nintendo lansează mult îmbunătățitul Game Boy Advance SP în martie.
- Nokia întră pe piața consolelor handheld cu hibridul consolă-telefon N-Gage, pe 7 Octombrie.
- PS2 Linux Kit este lansat

2004
- Halo 2 devine cel mai bine vândut joc pe consola Xbox.

2005
- Resident Evil 4 pentru Nintendo GameCube este considerat de critici cel mai bun joc al anului

2006
- Sony anunță oprirea fabricării PlayStation în martie.
- Reggie Fils-Aime devine președintele firmei Nintendo of America pe 25 mai 2006.
- PlayStation ajunge să fie prima consolă care se vinde în 103 milioane de exemplare.

#### A șaptea generație (2005)
Pe primul loc în topul vânzărilor din actuala generație de console este Nintendo Wii, care a revoluționat gaming-ul datorită controlerului neobișnuit, în forma unei telecomenzi dar dotat cu senzori de mișcare. Noua consolă de la Sony PlayStation 3 are un atribut valoros prin opțiunea de instalare a unei distribuții de Linux ca sistem de operare, acest lucru fiind exploatat de comunitatea de gameri prin emularea mult mai simplă a consolelor mai vechi. Xbox360, consola fabricată de Microsoft, are ca avantaj că a fost lansată înaintea celor de mai sus, astfel deținând o gamă mai variată de jocuri. După Nintendo DS,Sony a raspuns cu PSP (PlayStation Portable) și a continuat cu PSP Go. Microsoft a creat noul „Xbox Kinnect” la care nu exista absolut nici un model de controller, iar pentru PS3 a fost lansat PS Move. Pentru PSP au aparut jocuri ce au inregistrat incasari uriase. (Prince of Persia, Assassin's Creed, God of War). Jocurile de tip MMORPG ca World of Warcraft și platformele de jocuri multiplayer cum ar fi Steam devin tot mai populare.

#### A opta generație (2011 - prezent)
A opta generație debutează cu Wii U, urmând ca în octombrie 2013 să apară Playstation 4 și Xbox One, cu microsoft investind peste un miliard de dolari în dezvoltarea de noi jocuri, în timp ce Sony anunță multe jocuri indie pentru PS4.. Pe partea de portabil sunt lansate Nintendo 3DS, care aduce pentru prima dată jocurile 3D pe micul ecran, și PlayStation Vita, care implementează toutchscreen-ul și pe partea din spate a consolei. Apar și consolele bazate pe sistemul de operare Android, folosit în principal pentru smartphone-uri, cum ar fi Ouya și Nvidia Shield.

## Genuri de jocuri
Jocurile au fost întotdeauna mai ușor de clasificat după genul lor, din cauza constrângerilor tehnice a diferitelor platforme, cum ar fi cele legate de spațiul alocat jocurilor. Odată cu trecerea anilor și creșterea banilor destinați producției jocurilor video, valoarea comercială a crescut iar cererea de talent creativ a obligat companiile să aducă artiști din afara industrei de specialitate.
Refolosirea unor anumite genuri este cel mai bine observată în încercarea de a stabili "francize", care de obicei folosesc aceleași caractere, situații, conflicte și teme de-a lungul continuărilor.
Drept urmare, deși multe jocuri sunt o combinație de mai multe genuri, există foarte puține cele care nu se încadrează în tiparele obișnuite, care atunci când au succes de obicei definesc un nou gen. Un joc care lansează un nou gen poate să nu fie primul de acel tip ci poate fi primul care are îndeajuns de mult succes comercial pentru ca alte companii să încerce să reproducă acel succes. Exemple ca Super Mario 64 care a lansat genul jocurilor video de platformă pentru console sau Doom care a lansat genul First-person shooter pentru PC.
Există și combinații de genuri de jocuri mai sociale, cum ar fi jocurile de genul Massively multiplayer online role-playing game (MMORPG).

## Efectele asupra intelectului
Conform unor studii științifice, jocurile video ar favoriza dezvoltarea intelectului.

## Proiectanți de jocuri video
- Shigeru Miyamoto
- John Romero
- Markus Persson
- Brian Fargo⁠(d)

## Jocurile video în România
În anul 2015, peste 4.000 de români produceau, dezvoltau și testau jocuri video pentru companii care dezvoltă aceste produse în România.
Vânzările de jocuri video în România, pe ani:
- 2011: 10 milioane euro,[28] sau 14,4 milioane euro, după altă estimare.[29]
- 2010: 10 milioane euro.[30]
- 2008: 13 milioane euro.[31]
- 2007: 9 milioane euro.[32]
- 2006: 6 milioane euro.[33]
- 2005: 6 milioane euro.[34][35]